# Filip Horanský
Filip Horanský (Piešťany, 7 gennaio 1993) è un tennista slovacco.
Ha vinto nel 2011 il torneo di doppio degli Australian Open nella categoria ragazzi. Dal 2019 fa parte della squadra slovacca di Coppa Davis con cui ha disputato tre incontri.

## Carriera
Nel 2010, in occasione dei I Giochi olimpici giovanili estivi a Singapore, vince la medaglia di bronzo nel torneo di doppio in coppia con il connazionale Jozef Kovalík.
Nel 2011 vince in coppia con Jiří Veselý gli Australian Open nella categoria ragazzi, battendo in finale Ben Wagland e Andrew Whittington.
Dopo undici titoli in singolare e nove in doppio nel circuito ITF, nel 2018 ottiene  a Lione la prima qualificazione al tabellone principale di un torneo ATP, dove batte la testa di serie numero sette João Sousa al primo turno, venendo poi sconfitto al secondo da Dušan Lajović, e la prima vittoria in un torneo Challenger a Meerbusch.

## Statistiche

### Tornei minori

#### Singolare

##### Vittorie (12)
| Legenda tornei minori |
| Challenger (1)        |
| Futures (11)          |

| No. | Data            | Torneo                             | Superficie  | Avversario in finale | Punteggio        |
| 1.  | 13 luglio 2014  | Romania F7, Bascov                 | Terra rossa | Vasco Mensurado      | 6-4, 7-5         |
| 2.  | 20 luglio 2014  | Romania F8, Curtea de Argeș        | Terra rossa | Dragoș Dima          | 6-4, 6-4         |
| 3.  | 24 agosto 2014  | Romania F12, Mediaș                | Terra rossa | Stefano Napolitano   | 4-6, 7–6(4), 6-2 |
| 4.  | 26 aprile 2015  | Tunisia F15, Port El Kantaoui      | Cemento (o) | Christopher Heyman   | 6-4, 6-2.        |
| 5.  | 12 luglio 2015  | Belgium F5, Nieuwpoort             | Terra rossa | Yanais Laurent       | 6-4, 6-2         |
| 6.  | 26 luglio 2015  | Romania F10, Pitești               | Terra rossa | Dragoș Dima          | 6(2)–7, 6-2, 6-4 |
| 7.  | 27 marzo 2016   | Turkey F12, Adalia                 | Cemento (o) | Yann Marti           | 6-1, 6-1         |
| 8.  | 5 febbraio 2017 | Great Britain F1, Glasgow          | Cemento (i) | Hugo Grenier         | 6-2, 6-3         |
| 9.  | 23 luglio 2017  | Austria F3, Wels                   | Terra rossa | Matthias Haim        | 6-3, 6-3         |
| 10. | 13 agosto 2017  | Slovakia F3, Bratislava            | Terra rossa | Lukáš Klein          | 6-4, 6-4         |
| 11. | 20 agosto 2017  | Switzerland F3, Collonge-Bellerive | Terra rossa | Alexandar Lazov      | 6-2, 6-0         |
| 12. | 19 agosto 2018  | Meerbusch Challenger, Meerbusch    | Terra rossa | Jan Choinski         | 6(7)–7, 6-3, 6-3 |

##### Sconfitte (13)
| No. | Data              | Torneo                                         | Superficie  | Avversario in finale  | Punteggio     |
| 1.  | 19 maggio 2013    | Kazakhstan F5, Almaty                          | Terra rossa | Mikhail Biryukov      | 6-1, 1-6, 4-6 |
| 2.  | 13 aprile 2014    | Kazakhstan F5, Şımkent                         | Terra rossa | Aleksandre Met'reveli | 4-6, 3-6      |
| 3.  | 17 agosto 2014    | Romania F11, Iași                              | Terra rossa | Darian King           | 6(8)–7, 0-6   |
| 4.  | 2 agosto 2015     | Slovakia F3, Piešťany                          | Terra rossa | Uladzimir Ihnacik     | 3-6, 5-7      |
| 5.  | 29 maggio 2016    | Algeria F3, Algeri                             | Terra rossa | Sadio Doumbia         | 2-6, 4-6      |
| 6.  | 26 giugno 2016    | Russia F1, Mosca                               | Terra rossa | Aleksandr Bublik      | 3-6, 6(5)–7   |
| 7.  | 10 luglio 2016    | Germany F6, Saarlouis                          | Terra rossa | Marvin Netuschil      | 2-6, 4-6      |
| 8.  | 28 maggio 2017    | Hungary F3, Balatonalmádi                      | Terra rossa | Pascal Meis           | 3-6, 4-6      |
| 9.  | 13 maggio 2018    | Hungary F1, Zalaegerszeg                       | Terra rossa | Máté Valkusz          | 1-6, 3-6      |
| 10. | 7 luglio 2019     | Ludwigshafen Challenger, Ludwigshafen am Rhein | Terra rossa | Yannick Hanfmann      | 3-6, 1-6      |
| 11. | 4 agosto 2019     | Sopot Open Challenger, Sopot                   | Terra rossa | Stefano Travaglia     | 4-6, 6-2, 2-6 |
| 12. | 31 gennaio 2021   | Open Quimper, Quimper                          | Cemento (i) | Sebastian Korda       | 1–6, 1–6      |
| 13. | 26 settembre 2021 | Bucarest Challenger, Bucarest                  | Terra rossa | Jiří Lehečka          | 3–6, 2–6      |

#### Doppio

##### Vittorie (5)
| Legenda tornei minori |
| Challenger (1)        |
| Futures (4)           |

| N. | Data             | Torneo                        | Superficie  | Compagno            | Avversari in finale                 | Punteggio         |
| 1. | 27 ottobre 2013  | Turkey F42, Belek             | Cemento (o) | Matwé Middelkoop    | Danylo Kalenichenko Adrian Partl    | 6-4, 6-3          |
| 2. | 19 aprile 2015   | Tunisia F14, Port El Kantaoui | Cemento (o) | Vadym Ursu          | Gregorio Cordonnier Jordan Dyke     | 6-4, 6-2          |
| 3. | 2 agosto 2015    | Slovakia F3, Piešťany         | Terra rossa | Igor Zelenay        | Isak Arvidson Gábor Borsos          | 6-4, 1-6, [15-13] |
| 4. | 6 novembre 2016  | Norway F3, Oslo               | Cemento (i) | Martin Beran        | Lucas Miedler Gianluigi Quinzi      | 6-3, 2-6, [10-4]  |
| 5. | 13 novembre 2021 | Slovak Open, Bratislava       | Cemento (i) | Serhij Stachovs'kyj | Oleksandr Nedovjesov Denys Molčanov | 6-4, 6-4          |

##### Sconfitte (7)
| N. | Data            | Torneo                                | Superficie    | Compagno     | Avversari in finale               | Punteggio           |
| 1. | 20 maggio 2012  | Bosnia & Herzegovina F3, Brčko        | Terra rossa   | Aldin Šetkić | Nikola Mektić Ante Pavić          | 1-6, 3-6            |
| 2. | 12 agosto 2012  | Slovakia F2, Tatranská Lomnica/Poprad | Terra rossa   | Filip Vittek | Jan Blecha Daniel Lustig          | 1-6, 6(5)–7         |
| 3. | 14 ottobre 2012 | Turkey F39, Belek                     | Cemento (o)   | Filip Vittek | Ľubomír Majšajdr Ondřej Vaculík   | 6(1)–7, 4-6         |
| 4. | 23 marzo 2014   | Egypt F10, Sharm el-Sheikh            | Terra rossa   | Filip Vittek | Sherif Sabry Mohamed Safwat       | 4-6, 3-6, [6-10]    |
| 5. | 1 novembre 2015 | Estonia F2, Tartu                     | Sintetico (i) | Petr Michnev | Miķelis Lībietis Dzmitry Zhyrmont | 6(2)–7, 6-3, [4-10] |
| 6. | 13 agosto 2017  | Slovakia F3, Bratislava               | Terra rossa   | Marek Semjan | Olexiy Kolisnyk Oleg Prihodko     | 6(5)–7, 5-7         |
| 7. | 27 agosto 2017  | Turkey F31, Istanbul                  | Terra rossa   | Anis Ghorbel | Sidney de Boer Tallon Griekspoor  | 4-6, 6(3)–7         |